# Niżnia Świstowa Przełęcz
Niżnia Świstowa Przełęcz (słow. Podúplazské sedlo) – szeroka przełęcz znajdująca się w Świstowej Grani w słowackiej części Tatr Wysokich. Oddziela ona grań Świstowych Turni (dokładnie Zadnią Świstową Turnię) od Świstowego Rogu. Nie jest ona dostępna żadnymi znakowanymi szlakami turystycznymi, na jej trawiaste siodło mają wstęp jedynie taternicy. Jest ona dla nich ważnym punktem dostępowym do okolicznych wierzchołków.

## Historia
Pierwsze wejścia turystyczne:
- Helena Dłuska, Tadeusz Pawlewski i Tadeusz Świerz, 3 sierpnia 1909 r. – letnie,
- Jadwiga Pierzchalanka i Jerzy Pierzchała, 23 marca 1936 r. – zimowe.